# Villa Eloísa
Villa Eloísa es una localidad del Departamento Iriondo, Provincia de Santa Fe, Argentina. Se ubica a la vera de la Ruta Nacional 178, a 150 km de la ciudad bonaerense de Pergamino y a 30 km de la ciudad de Cañada de Gómez (cabecera departamental).
Contaba con 3,144 habitantes (Indec, 2010).

## Creación de la comuna
- 8 de febrero de 1933

## Santo Patrono
- Santo Domingo de Guzmán, festividad: 8 de agosto

## Economía
Las principales actividades son la agricultura y la ganadería.
Además de las producciones tradicionales (agricultura y ganadería) se practican producciones alternativas como: cría de porcinos, apicultura, cunicultura, industrias lácteas. 

## Educación
Villa Eloísa posee tres escuelas en la zona urbana:
- Escuela Primaria: Domingo F. Sarmiento Nro. 252
- Escuela Media: Escuela Secundaria Orientada Nro 221 Malvinas Argentinas
- Jardín de Infantes Nucleado nro. 184 José Pedroni - pertenece a la educación pública estatal, Jardín de Infantes Nivel Inicial

## Deportes
- "Club de Caza y Pesca la Victoria" en el cual se practica tiro a la hélice, natación, hockey.
- "Club Atlético Unión" su actividad principal es el fútbol: infantiles, juveniles y primera división (liga cañadense).Dentro del mismo funcionan la subcomisión de bochas y la subcomisión de patín artístico.
- "Centro Tradicionalista "El Orejano" en donde se practican los deportes tradicionales de la República Argentina (Jineteadas y Domas)